# Saint-Denis-Catus
Saint-Denis-Catus ist eine französische Gemeinde mit 203 Einwohnern (Stand 1. Januar 2022) im Département Lot in der Region Okzitanien. Sie gehört zum Kanton Causse et Bouriane und zum Arrondissement Cahors.
Nachbargemeinden sind Uzech im Norden, Gigouzac im Osten, Boissières im Süden und Catus im Westen.

## Geschichte
Die 1937 durch eine von ihr selbst bezahlte Adoption in den (entthronten) Hochadel der Bourbonen (von ihrem „Vater“ getragener „Titel“ Bourbon-Naundorff) aufgestiegene Nackttänzerin und Zuhälterin Andrée Cotillon, mit ihrem Partner, dem Urkundenfälscher Gustave Tissier, Betreiberin der Pension Le Sella-Marris im Badeort Golfe-Juan an der Côte d’Azur, zog sich nach aufgeflogenen Schwarzmarktgeschäften auf das Schloss von Saint-Denis-Catus zurück. Hier setzte die „Prinzessin“ den Handel fort und veranstaltete Feste für die deutschen Besatzer. Unter dem Kommando von Antoine Anastasio durchsuchten und verwüsteten Mitglieder des faschistischen Parti populaire français auf der Suche nach in der Region in Verstecken lebenden Juden das Schloss, in dem sie nun wirtschaftete. Die „Prinzessin“ beschwerte sich bei der Gestapo, die das Anwesen darauf bewachte. Cotillon wurde die Geliebte des Gestapo-Offiziers Henrik Jensen. In der sogenannten „wilden“ Épuration sauvage – in Anlehnung an die offizielle Commission d’Épuration zur Strafverfolgung von Kollaborateuren – wurde Cotillon Ende August 1944 von der Résistance erschossen.

## Bevölkerungsentwicklung
| Jahr      | 1962 | 1968 | 1975 | 1982 | 1990 | 1999 | 2008 | 2018 |
| --------- | ---- | ---- | ---- | ---- | ---- | ---- | ---- | ---- |
| Einwohner | 213  | 201  | 179  | 187  | 171  | 193  | 208  | 191  |